# Жамбыл (Байдибекский район)
Жамбыл (каз. Жамбыл) — село в Байдибекском районе Туркестанской области Казахстана. Административный центр Жамбылского сельского округа. Находится на реке Шаян. Код КАТО — 513653100.

## Население
В 1999 году население села составляло 1647 человек (817 мужчин и 830 женщин). По данным переписи 2009 года, в селе проживали 1444 человека (710 мужчин и 734 женщины).